# Музикологија (часопис)
Музикологија (енгл. Musicology: Institute of Musicology of the Serbian Academy of Sciences and Arts) је часопис који су покренули 2000. године сарадници Музиколошког института САНУ са циљем проучавања српске културне баштине и њеног представљања домаћој и иностраној стручној јавности. Оријентисан ка интердисциплинарном приступу, часопис је од самог почетка био отворен за сагледавање токова националне историје музике у ширем референтном културном контексту.

## О часопису
У круг сарадника, поред музиколога и етномузиколога, ушли и историчари и теоретичари визуелних уметности и књижевности. Такође, с обзиром на то да је Музикологија оријентисана и ка изучавању и представљању домаћег музичког стваралаштва у националним и интернационалним оквирима, часопис пружа подстицајне информације музичким ствараоцима: композиторима, извођачима, музичким писцима и критичарима, као и културној јавности у целини – свима који су заинтересовани за српску традиционалну и уметничку музику. На другом месту, часопис тежи да у међународним круговима афирмише домаће музичко стваралаштво и актуелне домете савремене српске музиколошке и етномузиколошке праксe, али и да, посредством студија и прилога еминентних иностраних сарадника, у српској средини постане важно и поуздано гласило о савременим музиколошким и етномузиколошким научним тенденцијама и сазнањима широм света.

### Историјат
До 2011. часопис је редавно излазио једанпут годишње. Због великог интересовања домаћих и иностраних сарадника који редакцији Музикологије редовно шаљу своје прилоге, уредништво је одлучила да, упркос изузетно тешким финансијским околностима, покуша да у наредном периоду одржи динамику објављивања два броја у току једне године.

### Периодичност излажења
Часопис излази два пута годишње.

## Уредници
- др Мелита Милин (бр. 1–5)
- др Катарина Томашевић (бр. 6–10)
- др Весна Пено (бр. 11–15)
- др Јелена Јовановић (бр. 16–17)

## Издавачки савет
- академик Дејан Деспић,
- проф. др Џим Семсон (Лондон)
- проф. др Алберт ван дер Схоут (Амстердам)
- проф. др Јармила Габријелова (Праг).

## Редакција
- др Александар Васић
- др Јелена Јовановић
- др Данка Лајић-Михајловић
- мр Биљана Милановић
- др Мелита Милин
- др Катарина Томашевић.

## Теме
- Музика између два светска рата (2001) 1;
- Преписка међу музичарима (2002) 2;
- Музичке миграције (2003) 3;
- Утицаји/Интертекстуалност (2004) 4;
- Исток и Запад у музици (2005) 5;
- Традиција – Модернизам – Авангарда –Постмодерна (2006) 6;
- Музика и идентитет/и (2007) 7;
- Музика Балкана: традиција, промене, изазови (2008) 8;
- Музика у контексту градске културе (2009) 9;
- Шест деценија Музиколошког института САНУ (2010) 10;
- Појана реч у православној екумени (2011) 11;
- Музика и културне политике (2012) 12;
- Музика и политичке идеологије (2012) 13;
- Музика и речи: рефлексија и идеологија (2013) 14;
- Музика у речи и реч у музици (2013) 15;
- Аспекти извођаштва у (етно)музикологији I (2014) 16;
- Аспекти извођаштва у (етно)музикологији II (2014) 17.

## Научна вредност часописа
Високим вредновањем посебне комисије у Министарству науке Владе Републике Србије и Народној библиотеци Србије, од 2009. године Музикологија се налази на престижној листи домаћих часописа којима су додељени DOI бројеви, а од 2014. на међународној листи ProQuest, чиме је омогућена лакша доступност чланака приликом Интернет претраживања. Томе су допринели и резултати које је часопис остварио приликом библиометријске анализе.